# Sender Hardtberg
Der Sender Hardtberg ist eine Einrichtung zur Verbreitung von UKW-Hörfunkprogrammen auf dem Hardtberg bei Alt Sührkow im Südosten des Landkreises Rostock in Mecklenburg-Vorpommern, Deutschland. Er verwendet als Antennenträger einen 95 m hohen, freistehenden Stahlfachwerkturm. Folgende Programme werden gesendet:
| Programm       | Frequenz  | Polarisation | Sendeleistung |
| -------------- | --------- | ------------ | ------------- |
| N-Joy          | 94,4 MHz  | horizontal   | 1 kW          |
| Mediatop Radio | 98,7 MHz  | horizontal   | 0,1 kW        |
| NDR Info       | 103,5 MHz | horizontal   | 1 kW          |

Die Abstrahlung eines weiteren Programms auf 95,7 MHz mit einer Sendeleistung von 100 W ist möglich, unterbleibt aber aus unbekannten Gründen.
Im Jahr 2022 wurde der Sendeturm erneuert.